# Фынсинь
Фэнси́нь (кит. упр. 奉新, пиньинь Fèngxīn) — уезд городского округа Ичунь провинции Цзянси (КНР).

## История
Во времена империи Хань в 154 году до н. э. был создан уезд Хайхунь (海昏县). В 104 году из него был выделен уезд Цзяньчан (建昌县). В 185 году на стыке уездов Хайхунь и Цзяньчан был создан уезд Синьу (新吴县).
В эпоху Пяти династий и десяти царств правитель царства У объявил себя потомком правителей империи Тан, и в 937 году переименовал государство в Тан (вошло в историю как Южная Тан). От иероглифа «у» в названиях стали избавляться, и в 943 году уезд Синьу был переименован в Фэнсинь.
После образования КНР в 1949 году был образован Специальный район Наньчан (南昌专区) и уезд вошёл в его состав. 8 декабря 1958 года власти Специального района Наньчан переехали из города Наньчан в уезд Ичунь, и Специальный район Наньчан был переименован в Специальный район Ичунь (宜春专区).
В 1970 году Специальный район Ичунь был переименован в Округ Ичунь (宜春地区).
Постановлением Госсовета КНР от 22 мая 2000 года округ Ичунь был преобразован в городской округ.

## Административное деление
Уезд делится на 10 посёлков и 3 волости.

## Экономика
Фэнсинь является крупным центром выращивания киви и развития агротуризма. Уезд известен как «родина китайского киви». По состоянию на 2020 год площадь плантаций киви достигла 90 тыс. му (6 тыс. га), ежегодный урожай плодов составил 80 тыс. тонн, а общий годовой объём производства —  900 млн юаней (почти 140 млн долл. США). В 2021 году в уезде насчитывалось 12 предприятий, которые занимались выращиванием, продажей и переработкой киви, в этой сфере было занято более 20 тыс. человек. 